# Reinhold Braschel
Reinhold Braschel (Banato, 23 de agosto de 1942 – Remseck, Remseck, 21 de dezembro de 2018) foi um engenheiro civil alemão.

## Formação e carreira
Braschel pertence aos suábios do Danúbio e fugiu com sua família do exército soviético para Graz, onde frequentou a escola e estudou engenharia civil. Dentre seus professores estavam Bernhard Baule, Christian Veder e Konrad Sattler. Após obter o diploma em 1967, ele foi para as universidades de Munique e Stuttgart. Em Stuttgart teve um escritório de engenharia. Seus primeiros projetos incluíram o Centro Comercial Jamjoon em Jidá, os cálculos de resistência estrutural no circuito primário de usinas nucleares e a bancada de teste de motor de foguete do Ariane 5. Em Stuttgart apresentou também projetos para a estação ferroviária Stuttgart 21 (que acabou por não avançar no concurso) e para a Torre Trump, um arranha-céu de 220 m de altura no Pragsattel, que causou discussões consideráveis em Stuttgart de 2000 a 2003, mas nunca foi realizado.
Obteve um doutorado em 1979 em Graz (Ein einfaches Näherungsverfahren zur Lösung von Stabilitäts- und Spannungsproblemen bei Trägern aus nichtelastischen Werkstoffen). A partir de 1996 foi professor (sucessor de Erhard Hampe) na Universidade Bauhaus de Weimar.
Em 2003 recebeu a Medalha Staufer de Baden-Württemberg e a Cruz de Distinção em Serviços da Ordem de Mérito da República Federal da Alemanha.

## Obras
- Editor: Bauen in Netzwerken, Bauhaus-Universität Weimar, Universitätsverlag 2002.